# فيكتور هوستون
فيكتور هوستون (بالإنجليزية: Victor Houston) هو منافس ألعاب قوى باربادوسي، ولد في 24 فبراير 1974.

## وصلات خارجية
- فيكتور هوستون على موقع الاتحاد الدولي لألعاب القوى (الإنجليزية)
- فيكتور هوستون على موقع أوليمبيديا (الإنجليزية)